# Vadu Moților
Vadu Moților – wieś w Rumunii, w okręgu Alba, w gminie Vadu Moților. W 2011 roku liczyła 192 mieszkańców.